# Umbra Torționarului
Umbra Torționarului (1980) (titlu original The Shadow of the Torturer) este un roman science-fantasy scris de Gene Wolfe.  Este prima carte a romanului de patru volume Cartea Soarelui Nou.  Wolfe a terminat ciorna seriei înainte de publicarea Umbrei Torționarului. 

## Intriga
Este vorba despre povestea lui Severian, ucenic al Ordinului Căutătorilor Adevărului și Penitenței (sau Ghilda Torționarilor, cum mai e cunoscut), începând cu tinerețea lui și continuând cu călătoria care urmează plecării din orașul natal, Nessus, după expulzarea lui din ghildă.
Cartea începe cu protagonistul, Severian, abia supraviețuind unei partide de înot în râul Gyoll. Severian este ucenic în Ghilda Torționarilor. Mergând înapoi către Citadelă, casa ghildei, Severian și alți ucenici se furișează într-o necropolă. În acest loc, Severian îl întâlnește pentru prima dată pe Vodalus, legendarul revoluționar. Împreună cu alți doi oameni (printre care o femeie, Thea), acesta jefuiește un mormânt, confruntându-se cu gardienii voluntari. Severian îi salvează viața lui Vodalus, câștigându-i încrederea și o plată dub forma unei monede de aur.  
Curând după aceea, Severian este ridicat la rangul de calfă în cadrul Sărbătorii Sfintei Katharine. El o întâlnește pe Thecla, o frumoasă aristocrată prizonieră, de care se îndrăgostește. Fărădelegea comisă de Thecla nu e lămurită niciodată, deși se specifică în cele din urmă că este închisă pe motive politice. Thecla este sora Theei, iubita lui Vodalus, iar Autocratul (conducătorul Commonwealth-ului) vrea să o folosească pentru a-l captura pe acesta. Când Thecla ajunge să fie torturată, lui Severian i se face milă de ea și o ajută să se sinucidă, strecurându-i un cuțit în celulă și călcându-și astfel jurământul făcut ghildei.
Deși Severian se așteaptă să fie torturat și executat, capul ghildei îl iartă și îl trimite în Thrax, un oraș îndepărtat care are nevoie de un călău. Maestrul Palaemon îi dă lui Severian o scrisoare de recomandare către Arhontele orașului și o magnifică sabie de execuții, Terminus Est. Părăsind sediul ghildei, tânărul călătorește prin orașul decăzut Nessus. Ajuns la un han, îl silește pe hangiu să îl primească în ciuda faptului că localul e plin, fiind nevoit să împartă camera cu alți doi călători. Aici îi întâlnește pentru prima dată pe Baldanders și pe Doctorul Talos, doi șarlatani rătăcitori care îi propun să li se alăture în piesa pe care o aveau de jucat în ziua aceea. În timpul micului dejun, Doctorul Talos reușește să o recruteze pentru piesa sa pe chelneriță, după care pornesc să se plimbe pe străzi. Fără a avea vreo intenție de a participa, Severian se desparte de grup și se oprește la un magazin de zdrențe pentru a-și cumpăra o haină care să acopere mantia fuligionasă (uniforma ghildei, care inspiră groază oamenilor de rând). Magazinul aparține unor gemeni, dintre care fratele devine imediat interesat de Terminus Est. Severian refuză să o vândă și, curând după aceea, un hiparh mascat în armură intră în magazin și îl provoacă la duel. Severian este obligat să accepte și pleacă cu sora, Agia, pentru a-și procura o floare mortală folosită în duel, numită avernă. Pe drum, vehiculul lor distruge altarul unui ordin religios, Agia fiind acuzată ulterior de furtul unui artefact prețios. După percheziționarea și eliberarea ei, cei doi își continuă călătoria către Grădina Botanică, o porțiune mare de pământ a Nessus-ului creată de misteriosul Părinte Inire, mâna dreaptă a Autocratului.
În grădină, Severian cade într-un lac folosit pentru a "îngropa" morții și, în timp ce iese la suprafață, o femeie pe nume Dorcas iese și ea din lac. Amețită și confuză, femeia îi urmează pe Severian și pe Agia. Severian își procură averna și grupul merge la un han aflat în apropierea terenului de luptă. În timpul cinei, Severian primește un mesaj misterios care îl avertizează în legătură cu una dintre cele două femei. După cină, Severian își întâlnește oponentul și, deși înțepat de avernă, supraviețuiește în mod miraculos, aflând că oponentul său era proprietarul magazinului de zdrențe, fratele Agiei. Când se trezește din nou, Severian se află într-un lazaret. După găsirea lui Dorcas și identificarea lui, i se cere să îndeplinească funcția de carnifex și să efectueze o execuție. Se dovedește că prizonierul este oponentul său, fratele Agiei, pe care îl execută. Severian și Dorcas călătoresc mai departe, întâlnindu-i pe Doctorul Talos și pe Baldanders, care sunt pe cale să înceapă piesa la care Severian fusese invitat de dimineață. Severian joacă în piesă și, a doua zi, grupul pornește către marea poartă care străjuiește Nessus. Ajunși acolo, narațiunea se termină brusc.

## Premii
Umbra a primit Premiul World Fantasy pentru cel mai bun roman și Premiul Asociației Britanice de Science Fiction în 1981, a fost nominalizat la premiul Nebula în 1980 și a fost nominalizat la premiile Campbell și Locus în 1981.